# 舞妓はんだよ全員集合!!
『舞妓はんだよ全員集合!!』（まいこはんだよぜんいんしゅうごう!!）は、1972年に製作・公開されたザ・ドリフターズの「全員集合シリーズ」及び松竹ドリフ映画第10作。同時上映は『男はつらいよ 寅次郎夢枕』。
マドンナ役は吉沢京子と早瀬久美。またデビュー間もない天地真理がシリーズ初出演。

## ストーリー
新撰組局長・近藤勇の孫を名乗る近藤長介は祇園の置屋「伊川屋」の婿養子だが、アルバイトとしてノミ屋をしていたために妻・昌代（園佳代子）に愛想を尽かされ、芸妓を連れて家出されてしまう。
途方に暮れる長介のもとに、桂小五郎の子孫を名乗る日本舞踊の師匠・桂忠次が、自らを鞍馬天狗と西郷隆盛の子孫と信じ込んでいる学生・鞍馬工作と西郷風太を引き連れて突然押しかけ、居座る。実は忠次はどじょう掬いしか踊れず、家賃も滞納して向かいの家を追い出されてきたことが判明する。
数日後、伊川屋は芸妓がいないため組合を除名されてしまう。困った長介は月形半平太の子孫を名乗る月形ヒデオ（加藤茶）を捕まえ、無理矢理舞妓に仕立て上げたがやはりうまくいかない。そんな中、借金のカタにヤクザの吉良平造（芦屋雁之助）と結婚させられそうになり家出していた和菓子屋の一人娘・ひな子（吉沢京子）が伊川屋を訪れ、芸妓にしてくれと頼み込む。
舞妓となったひな子は可愛らしいと評判になったが、そのために吉良に見つかり誘拐されてしまい、ヒデオは吉良の親分・山岡（伴淳三郎）に身請けされそうになってしまう。長介たち4人はひな子を助けるため、舞妓の変装をして山岡らが集まる池田屋に乗り込むのだった…

## スタッフ
- 監督：渡邊祐介
- 原作：渡邊祐介
- 脚本：田坂啓、渡邊祐介
- 製作：沢村国男、井沢健
- 撮影：荒野諒一
- 音楽：宮川泰
- 編集：寺田昭光
- 助監督：白木慶二

## キャスト
- 近藤長介/近藤勇：いかりや長介
- 桂忠次/桂小五郎：荒井注
- 鞍馬工作/鞍馬天狗：仲本工事
- 西郷風太/西郷隆盛：高木ブー
- 月形ヒデオ/月形半平太：加藤茶
- ひな子：吉沢京子
- 幾松：光本幸子
- 銀子：大信田礼子
- 三吉：なべおさみ
- 吉良平造：芦屋雁之助
- 山岡紋兵衛：伴淳三郎
- 昌代：園佳代子
- 検番：谷村昌彦
- 医者：石山健二郎
- 雛菊：早瀬久美
- 客：西川きよし
- 刀剣屋：岡八郎
- 女将：正司歌江
- ガイド：天地真理
- 松駒：西岡慶子
- 銀子の仲間：市地洋子、伊木久美子、藤田純子
- 竹千代：佐々木梨里
- 義三郎：藤尾純
- 池田屋の主人：阿部昇二
- 管理人：三角八郎
- 新撰組隊士：中田昇、加島潤、志馬琢哉
- 攘夷志士：小田草之助、北竜介、岡本忠行
- 吉良の子分：園田健二、小森英明、須賀良
- 梅花：光映子
- 女将：村上記代
- 料亭の女将：秩父晴子
- 女中：水木涼子
- 芸者：小峰陽子
- 舞妓：高橋三津子、金子亜子
- 活弁：松田春翠
- 擬斗：菊池剣友会

## 主題歌・挿入歌
主題歌『あゝ男ドリフ』
原曲：『あゝ新撰組』/ 変詞：渡邊祐介 / 歌：ザ・ドリフターズ
挿入歌『ふたりの日曜日』
歌：天地真理
挿入歌『嵐を呼ぶ女』
歌：大信田礼子
挿入歌『新 祇園小唄』
歌：ザ・ドリフターズ